# Chris Camozzi
Christopher Allen Camozzi (Alameda, 20 de novembro de 1986) é um lutador norte-americano de artes marciais mistas, atualmente compete no peso-médio.

## Carreira no MMA

### The Ultimate Fighter
Camozzi fez parte da décima primeira temporada do reality. Na luta preliminar para entrar na casa, Camozzi enfrentou Victor O'Donnel, no final, foi declarado vencedor por decisão. Os dois lutadores saíram da luta lesionados.
A lesão ocorrida na luta fez com que Camozzi se retirasse do show. Seth Baczynski entrou no seu lugar.

### Ultimate Fighting Championship
Mesmo sendo retirado do reality show, Camozzi lutou no evento final do TUF 11 contra James Hammortree. Camozzi venceu por decisão unânime (29-28, 30-27, 30-27).
A próxima luta de Camozzi foi no UFC 121 contra o estreante Dongi Yang. Yang começou a luta com boas quedas seguidas de ground-and-pound. Depois de se levantar, Camozzi foi capaz de abrir a guarda de Yang com chutes, antes de atraí-lo para o clinch. No final, Camozzi foi declarado vencedor por desicão dividida (29-28, 28-29, 29-28).
Camozzi enfrentou Kyle Noke no dia 27 de fevereiro de 2011 UFC 127. Camozzi perdeu por um mata-leão no primeiro round e foi liberado da promoção.

### Shark Fights
Seguindo a sua liberação do UFC, Camozzi enfrentou Joey Villaseñor no Shark Fights 15. A luta inicialmente foi dada como empate, a luta estava sendo revogada pela comissão New Mexico Athletic quando foi revelado que um juiz deu a nota errada. Camozzi venceu por decisão dividida.

### Retorno ao UFC
Foi anunciado no dia 12 de setembro de 2011 que Camozzi havia sido re-contratado pelo UFC. Ele enfrentou o estreante Francis Carmont, no UFC 137, no final da luta, Camozzi perdeu por decisão unânime.
Na sua luta seguinte, Camozzi derrotou Dustin Jacoby no terceiro round com uma guilhotina no UFC on Fox: Evans vs. Davis.
Camozzi se deparou com Nick Catone no UFC on FX: Maynard vs. Guida, no terceiro round, Camozzi golpeou Catone com uma joelhada no rosto, abrindo um corte gigante no seu oponente. A luta foi interrompida e Camozzi foi declarado vencedor por TKO.
Camozzi lutou com Luiz Cané em 17 de Novembro de 2013 no UFC 153 e foi vencedor via decisão unânime.
Camozzi enfrentou Nick Ring em 16 de Março de 2013 no UFC 158 e venceu por decisão dividida.
Camozzi era esperado para substituir CB Dollaway contra Cezar Mutante em 18 de Maio de 2013 no UFC on FX: Belfort vs. Rockhold, porém Mutante se lesionou e foi forçado a se retirar do evento, sendo substituído por Rafael Natal. Costa Philippou enfrentaria Ronaldo Souza no evento, mas uma lesão o tirou do evento e Camozzi encarou Souza. Ele perdeu por finalização no primeiro round.
Camozzi enfrentou Lorenz Larkin em 6 de Novembro de 2013 no UFC: Fight for the Troops 3. Camozzi foi derrotado por decisão unânime.
Camozzi enfrentaria Andrew Craig em 11 de Abril de 2014 no UFC Fight Night: Nogueira vs. Nelson, porém a luta foi cancelada devido um problema de saúde de seu oponente. 
Camozzi sofreu duas derrotas seguidas por decisão dividida para Bruno Santos em 5 de Julho de 2014 no UFC 175 e para Rafael Natal em 5 de Setembro de 2014 no UFC Fight Night: Jacaré vs. Mousasi II.
Com a sequência de quatro derrotas seguidas, Camozzi foi demitido do UFC no dia 01 de outubro de 2014.
Após vencer duas lutas fora do UFC, Camozzi voltou à organização para substituir Yoel Romero contra Ronaldo Souza em 18 de Abril de 2015 no UFC on Fox: Machida vs. Rockhold, em revanche da luta em que ele foi derrotado por finalização no UFC on FX: Belfort vs. Rockhold. Camozzi foi novamente derrotado por finalização no primeiro round, dessa vez foi derrotado com um armlock.
Camozzi enfrentou Tom Watson em 8 de Agosto de 2015 no UFC Fight Night: Teixeira vs. St. Preux e o venceu por decisão unânime.
Camozzi enfrentou o veterano Joe Riggs em 21 de Fevereiro de 2016 no UFC Fight Night: Cowboy vs. Cowboy e venceu por nocaute técnico no primeiro round. Ele também recebeu o prêmio de "Performance da Noite".

## Cartel no MMA
| Cartel no MMA   |             |             |
| 37 lutas        | 24 vitórias | 13 derrotas |
| Por nocaute     | 7           | 0           |
| Por finalização | 7           | 6           |
| Por decisão     | 10          | 7           |

| Res.    | Cartel | Oponente         | Método                               | Evento                                        | Data       | Round | Tempo | Local                         | Notas                                                          |
| ------- | ------ | ---------------- | ------------------------------------ | --------------------------------------------- | ---------- | ----- | ----- | ----------------------------- | -------------------------------------------------------------- |
| Derrota | 24-13  | Trevor Smith     | Decisão (unânime)                    | UFC Fight Night Gustafsson vs. Teixeira       | 28/05/2017 | 3     | 5:00  | Estocolmo                     |                                                                |
| Derrota | 24-12  | Dan Kelly        | Decisão (unânime)                    | UFC Fight Night: Whittaker vs. Brunson        | 27/11/2016 | 3     | 5:00  | Melbourne                     |                                                                |
| Derrota | 24-11  | Thales Leites    | Finalização (mata leão)              | UFC Fight Night: Rodríguez vs. Caceres        | 06/08/2016 | 3     | 2:58  | Salt Lake City, Utah          |                                                                |
| Vitória | 24-10  | Vitor Miranda    | Decisão (unânime)                    | UFC Fight Night: Almeida vs. Garbrandt        | 29/05/2016 | 3     | 5:00  | Las Vegas, Nevada             |                                                                |
| Vitória | 23-10  | Joe Riggs        | Nocaute Técnico (joelhadas)          | UFC Fight Night: Cowboy vs. Cowboy            | 21/02/2016 | 1     | 0:46  | Pittsburgh, Pennsylvania      | Performance da Noite.                                          |
| Vitória | 22-10  | Tom Watson       | Decisão (unânime)                    | UFC Fight Night: Teixeira vs. St. Preux       | 08/08/2015 | 3     | 5:00  | Nashville, Tennessee          |                                                                |
| Derrota | 21-10  | Ronaldo Souza    | Finalização (chave de braço)         | UFC on Fox: Machida vs. Rockhold              | 18/04/2015 | 1     | 2:32  | Newark, New Jersey            |                                                                |
| Vitória | 21-9   | Wes Swofford     | Nocaute Técnico (chute)              | Fight to Win 8: Paramount Prize Fighting 2015 | 06/03/2015 | 1     | 1:28  | Denver, Colorado              |                                                                |
| Vitória | 20-9   | Jeremy Kimball   | Finalização (mata leão)              | Fight to Win 7: Rock N Rumble                 | 21/11/2014 | 1     | 3:33  | Denver, Colorado              |                                                                |
| Derrota | 19-9   | Rafael Natal     | Decisão (dividida)                   | UFC Fight Night: Jacaré vs. Mousasi II        | 05/09/2014 | 3     | 5:00  | Ledyard, Connecticut          |                                                                |
| Derrota | 19-8   | Bruno Santos     | Decisão (dividida)                   | UFC 175: Weidman vs. Machida                  | 05/07/2014 | 3     | 5:00  | Las Vegas, Nevada             |                                                                |
| Derrota | 19-7   | Lorenz Larkin    | Decisão (unânime)                    | UFC: Fight for the Troops 3                   | 06/11/2013 | 3     | 5:00  | Fort Campbell North, Kentucky |                                                                |
| Derrota | 19-6   | Ronaldo Souza    | Finalização (triângulo de braço)     | UFC on FX: Belfort vs. Rockhold               | 18/05/2013 | 1     | 3:37  | Jaraguá do Sul                |                                                                |
| Vitória | 19-5   | Nick Ring        | Decisão (dividida)                   | UFC 158: St. Pierre vs. Diaz                  | 16/03/2013 | 3     | 5:00  | Montreal, Quebec              |                                                                |
| Vitória | 18–5   | Luiz Cané        | Decisão (unânime)                    | UFC 153: Silva vs. Bonnar                     | 13/10/2012 | 3     | 5:00  | Rio de Janeiro                |                                                                |
| Vitória | 17–5   | Nick Catone      | Nocaute Técnico (interrupção médica) | UFC on FX: Maynard vs. Guida                  | 22/06/2012 | 3     | 1:51  | Atlantic City, New Jersey     |                                                                |
| Vitória | 16–5   | Dustin Jacoby    | Finalização (guilhotina)             | UFC on Fox: Evans vs. Davis                   | 28/01/2012 | 3     | 1:08  | Chicago, Illinois             |                                                                |
| Derrota | 15–5   | Francis Carmont  | Decisão (unânime)                    | UFC 137: Penn vs. Diaz                        | 29/10/2011 | 3     | 5:00  | Las Vegas, Nevada             |                                                                |
| Vitória | 15–4   | Joey Villaseñor  | Decisão (dividida)                   | Shark Fights 15                               | 27/05/2011 | 3     | 5:00  | Rio Rancho, New Mexico        | Originalmente empate, depois mudado para vitória para Camozzi. |
| Derrota | 14–4   | Kyle Noke        | Finalização (mata leão)              | UFC 127: Penn vs. Fitch                       | 27/02/2011 | 1     | 1:35  | Sydney                        |                                                                |
| Vitória | 14–3   | Dongi Yang       | Decisão (dividida)                   | UFC 121: Lesnar vs. Velasquez                 | 23/10/2011 | 3     | 5:00  | Anaheim, California           |                                                                |
| Vitória | 13–3   | James Hammortree | Decisão (unânime)                    | TUF 11 Finale                                 | 29/06/2010 | 3     | 5:00  | Las Vegas, Nevada             |                                                                |
| Vitória | 12–3   | Chad Reiner      | Finalização (anaconda choke)         | King of Champions: Rage                       | 14/11/2009 | 2     | 4:55  | Denver, Colorado              |                                                                |
| Vitória | 11–3   | Darin Brudigan   | Finalização (triângulo)              | VFC 27: Mayhem                                | 01/05/2009 | 1     | 4:34  | Council Bluffs, Iowa          |                                                                |
| Derrota | 10–3   | Jesse Taylor     | Decisão (unânime)                    | King of Champions: Shockwave 2009             | 28/03/2009 | 3     | 5:00  | Denver, Colorado              | Pelo Título Peso Médio.                                        |
| Vitória | 10–2   | Victor Moreno    | Finalização (guilhotina)             | MTXAFN 2: Evolution                           | 09/01/2009 | 2     | 0:31  | Las Vegas, Nevada             |                                                                |
| Vitória | 9–2    | Elliot Duff      | Decisão (unânime)                    | MFC 18                                        | 26/09/2008 | 3     | 5:00  | Edmonton, Alberta             |                                                                |
| Derrota | 8–2    | Nick Rossborough | Finalização (triângulo)              | Premier Championship Fighting 3               | 21/06/2008 | 3     | 2:46  | Longmont, Colorado            |                                                                |
| Vitória | 8–1    | Dwayne Lewis     | Decisão (unânime)                    | MFC 16                                        | 09/05/2008 | 3     | 5:00  | Edmonton, Alberta             |                                                                |
| Derrota | 7–1    | Jesse Forbes     | Finalização (chave de braço)         | MFC 15                                        | 22/02/2008 | 3     | 1:45  | Edmonton, Alberta             |                                                                |
| Vitória | 7–0    | Donnie Liles     | Nocaute Técnico (socos)              | Elite Fighting Extreme 1                      | 10/11/2007 | 1     | 4:58  | Denver, Colorado              |                                                                |
| Vitória | 6–0    | Tony Barker      | Nocaute Técnico (socos)              | RMBB & PCF 1: HellRazor                       | 16/10/2007 | 2     | 2:22  | Denver, Colorado              |                                                                |
| Vitória | 5–0    | Aaron Truxell    | Finalização (mata leão)              | Tap or Snap                                   | 18/08/2007 | 1     | 1:45  | Castle Rock, Colorado         |                                                                |
| Vitória | 4–0    | Spencer Hooker   | Decisão (dividida)                   | Kickdown Classic 37                           | 12/05/2007 | 3     | 5:00  | Loveland, Colorado            |                                                                |
| Vitória | 3–0    | Joe Serna        | Finalização (lesão)                  | RMBB: Nuclear Assault                         | 17/03/2007 | 2     | 0:50  | Sheridan, Colorado            |                                                                |
| Vitória | 2–0    | Gary Borum       | Nocaute Técnico (socos)              | Kickdown Classic 35                           | 02/03/2007 | 1     | 3:19  | Denver, Colorado              |                                                                |
| Vitória | 1–0    | Damon Clark      | Nocaute Técnico (socos)              | KC 27: Confrontation                          | 15/07/2006 | 1     | 3:03  | Denver, Colorado              |                                                                |